# Fiscalía de la Comunidad de Madrid
La Fiscalía de la Comunidad de Madrid o Fiscalía Superior de la Comunidad de Madrid es el órgano del poder judicial que ejerce la jefatura y representación del Ministerio Fiscal en la Comunidad de Madrid (España). Tiene su sede en la ciudad de Madrid.

## Historia
La Fiscalía de la Comunidad de Madrid fue creada por el Real Decreto 1754/2007, de 28 de diciembre (BOE de 31 de diciembre de 2007), siendo su antecedente más directo la Fiscalía del Tribunal Superior de Justicia de Madrid, que estuvo dirigida por el fiscal jefe de la comunidad.

## Fiscal superior
La Fiscalía de la Comunidad de Madrid está dirigida por el fiscal superior de la Comunidad de Madrid, quien asume la representación y jefatura del Ministerio Fiscal en todo el territorio de la comunidad autónoma, sin perjuicio de las competencias que corresponden al fiscal general del Estado. En la actualidad desempeña el cargo, desde 2021, Almudena Lastra.
Su número dos, con una importante cartera de funciones, es el teniente fiscal de Madrid, cuyo titular es, desde 2020, Carlos Ruiz de Alegría.

## Sede
La Fiscalía de la Comunidad de Madrid, máximo órgano del Ministerio Fiscal en la comunidad autónoma, tiene dos sedes: una ubicada en el Tribunal Superior de Justicia de Madrid, en la calle General Castaños, y la otra en la calle Barquillo de la capital madrileña.